# Fiderepasshütte
De Fiderepasshütte is een berghut in de Duitse deelstaat Beieren en behoort tot de sectie Oberstdorf van de Deutsche Alpenverein.

## Ligging
De Fiderepasshütte ligt op een hoogte van 2067 meter.
De hut ligt dicht bij de Duits-Oostenrijkse grens bij Oberstdorf in de westelijke Allgäuer Alpen. De Fiderepasshütte is het verzamelpunt voor de beklimming van de Mindelheimer Klettersteig die naar de Mindelheimer Hütte leidt.

## Hutvoorzieningen
In de hut is er plaats voor 120 personen, allen in beddenbakken. Er is een goederenlift aanwezig voor de toevoer van voedsel.

## Dagtochten

### Beklimming naar de hut

#### Vanuit Oberstdorf
- Mittelstation Fellhorn - Obere Bierenwangalpe - Roßgundalpe - Kühgundalpe - Fiderepaß in circa 2,5 uur
- Talstation Fellhorn - Höflealpe - Wankalpe - Kühgundalpe - Fiderepass in circa 4 uur

#### VanuitRiezlern
- Kanzelwandbahn Bergstation - Roßgundalpe - Kühgundalpe - Fiderepass in circa 2 tot 2,5 uur
- Kanzelwandbahn Bergstation - Kanzelwandgipfel - Kühgundalpe - Fiderepass in circa 2,5 tot 3 uur
- Kanzelwandbahn Bergstation - Kanzelwandscharte - Hammerspitze 2170 meter - Hochgehren 2252 meter - Schüsser 2259 meter - Fiderepass in circa 4 tot 4,5 uur

#### Vanuit Mittelberg
Mittelberg - Wildental - Fluchtalpe - Fiderepass in circa 2 tot 3 uur

### Tourmogelijkheden
Vanuit de Fiderepasshütte kan men de Mindelheimer Klettersteig nemen om naar Mindelheimer Hütte te gaan (circa vier tot zes uur). Er is ook een weg voorzien voor de minder geoefende bergbeklimmers die naar de Mindelheimer Hütte gaat.